# جاك تويمان
جاك تويمان (بالإنجليزية: Jack Twyman) مواليد 21 مايو 1934 في بيتسبرغ - الوفاة 30 مايو 2012، كان لاعب كرة سلة أمريكي. بدأ مسيرته الاحترافية في سنة 1955. تم اختياره من قبل فريق سكرامنتو كينغز خلال الدرافت. بلغ طوله 6 قدم 6 بوصة (2.0 م). اعتزل اللعب في 1966. شارك 6 مرات في مباراة كل النجوم. دخل قاعة نايسميث التذكارية لمشاهير كرة السلة.

## روابط خارجية
- جاك تويمان على موقع إن بي أي (الإنجليزية)
- جاك تويمان على موقع سبورتس رفرنس (الإنجليزية)
- جاك تويمان على موقع كلية كرة السلة في سبورتس رفرنس.كوم (الإنجليزية)
- جاك تويمان على موقع ريلجم (الإنجليزية)
- جاك تويمان على موقع بروبوليرز (الإنجليزية)
- جاك تويمان على موقع قاعة المشاهير الجامعة الوطنية لكرة السلة (الإنجليزية)